# Taishō-ku (Osaka)
Taishō (大正区 Taishō-ku?) es un barrio de la ciudad de Osaka, en la prefectura de Osaka, Japón. En julio de 2019 tenía una población estimada de 63.062 habitantes y una densidad de población de 6.687 personas por km². Su área total es de 9,43 km².

## Demografía
Según datos del censo japonés, la población de Taishō ha disminuido en los últimos años.
| Año del censo | Población |
| ------------- | --------- |
| 1995          | 78.372    |
| 2000          | 75.042    |
| 2005          | 73.207    |
| 2010          | 69.510    |
| 2015          | 65.141    |